# Endre Tilli
Endre Tilli   (Budapest, 15 d'agost de 1922 - Shannon, 14 d'agost de 1958) fou un tirador d'esgrima hongarès, especialista en floret, que va competir durant la dècada de 1950.
El 1952 va prendre part en els Jocs Olímpics d'Estiu de Hèlsinki, on disputà dues proves del programa d'esgrima. En la competició de floret per equips guanyà la medalla de bronze, mentre en la del floret individual fou novè. Quatre anys més tard, als Jocs de Melbourne, revalidà la medalla de bronze en la prova del floret per equips.
En el seu palmarès també destaquen quatre medalles al Campionat del Món d'esgrima, una d'or, una de plata i dues de bronze, entre les edicions de 1953 i 1957.
Va morir en l'accident del vol KLM Flight 607-E el 1958.